# Mandragora
Mandragora je korenina rastline, ki je bila zgodovinsko pridobljena iz rastlin rodu Mandragora, najdenih v sredozemski regiji, ali iz drugih vrst, kot je angleška mandraka Bryonia alba, ki imajo podobne lastnosti. Rastline, iz katerih je pridobljen koren, se imenujejo tudi "mandrake". Mediteranske mandrake so trajne zelnate rastline z jajčastimi listi, razporejenimi v rozeto, debel pokončen koren, pogosto razvejan in zvonaste rože, ki mu sledijo rumene ali oranžne jagode. Različni avtorji so jih razvrščali v različne vrste. To so zelo variabilne trajne peščene rastline z dolgimi debelimi koreninami (pogosto razvejane) in skoraj brez stebla. Listi so rojeni v bazalni rozeti, velikosti in oblike so različni, največja dolžina je 45 cm. Običajno so bodisi eliptične oblike ali širše proti koncu (obovate), z različno stopnjo dlakavosti.
Ker mandragraki vsebujejo deliriantalucinogene tropanske alkaloide in oblika njihovih korenin pogosto spominja na človeške figure, so jih skozi zgodovino povezovali z različnimi vražimi praksami. Že dolgo se uporabljajo v magičnem jeziku, danes tudi v sodobnih pagantskih tradicijah, kot sta Wicca in Odinizem. [2]
Angleško ime rastline, ki izhaja iz latinščine mandragora skozi francoski main-de-gloire. [3]
Strupenost